# 香港2013年6月
- 6月4日：支聯會於晚上8時在維園舉行燭光集會，市民近7時半已把足球場填滿，約7時45分卻開始下起大雨，部份音響損毀無法廣播，大會一度考慮中止集會，暴雨把維園變成澤國，部份人水浸腳眼，被迫離場。有市民滯留港鐵站內，亦有人繼續要擠進維園，大會音響反覆好了又壞，其間更一度斷電，市民自發唱《自由花》。至晚上8時50分，大會宣佈集會完結，表示有15萬人參與[1]

- 6月5日：大嶼山長沙一群流浪牛於凌晨躺在公路上乘涼，其中有8頭牛疑被車輛輾過，其中5頭牛慘死，另外3頭亦因遍身骨折要人道毀滅。[2]

- 6月8日：「佔領中環」首個商討日在香港大學鄭裕彤樓舉行，600多名參與者進行小組討論。

- 6月10日：英國《衞報》報道揭發美國政府暗中蒐集民眾電話紀錄及上網資料的金手指自願曝光。曾在中央情報局（CIA）任網絡技術人員的愛德華·斯諾登，在2013年5月20日起一直藏身於香港；他表示，選擇在香港揭露美國政府的所為，是因為香港人堅信言論自由。[3]

- 6月12日：啟德郵輪碼頭開幕啟用。[4]

- 6月13日：美國中情局叛諜愛德華·斯諾登透露美國國家安全局（NSA）的「稜鏡」（PRISM）計劃2009年起延伸至本港及內地電腦網絡，入侵官員、商業機構及學生網絡，其中香港中文大學榜上有名。[5]

- 6月14日：前高級助理警務處處長、現任機場保安有限公司行政總裁的周富祥，涉嫌觸犯防賄條例昨被廉政公署拘捕。[6]

- 6月15日：機管局行政總裁許漢忠被揭發批合約嚴重違規事件。在批租機場禁區內兩個新增設的名牌旗艦店舖位過程中，突然更改中標計分法，不按價高者得的原則，把其中一個舖位批給他屬意的一個知名度較低的品牌，令機管局損失數億元租金。[7]

- 6月17日：前科技大學工商管理學院院長鄭國漢，獲嶺南大學校董會通過成為新校長。參與現場逾百學生極失望，在宣佈結果的會場站起來，背向鄭國漢、陳智思默哀，不滿學生無權選校長。[8]

- 6月25日：功夫電影一代宗師劉家良因骨髓功能退化致併發症病逝，享年76歲。[9]；灣仔利東街重建項目之商場部份，發展商與市建局正式將它命名為「囍歡里」，被舊商戶、網民及社運人士批評。[10]

- 6月26日：立法會工務小組委員會審議擴建三個堆填區的撥款申請，三項目會分拆表決。唯由於面對立法會議員意見不絕，會議加時15分鐘後仍未能投票，當小組主席陳鑑林擬再加時，企圖快刀斬亂麻通過兩項目時，公民黨梁家傑提出按照議事程序，須無人異議才能加時，人民力量陳偉業隨即反對，結果兩擴建項目無法表決，黃錦星會後只稱會盡量在暑假前安排再到小組爭取撥款。

- 6月27日：梁振英首次以校監身份出席香港演藝學院畢業禮，畢業生以豎中指、打交叉手勢、大叫689下台等方式招呼梁振英。台下有畢業生一面流淚一面高呼「我要真普選！」，表達學生不歡迎梁振英參加畢業禮的信息，贏得全場掌聲。[11]